# Москаленко Каринна Акопівна
Каринна Акопівна Москаленко (нар.. 9 лютого 1954, Баку, Азербайджанська РСР) — російський адвокат, правозахисниця.

## Навчання
Закінчила юридичний факультет Ленінградського державного університету (1976), учениця професорки Поліни Соломонівни Елькінд, яка, за спогадами Каринни Москаленко, «давала студентам уявлення про змагальність судового процесу, про презумпцію невинності» і рекомендувала їй після закінчення навчання зайнятися адвокатською практикою.
У 1994 році Карина Москаленко закінчила курс європейського права у Бірмінгемському університеті (Велика Британія). Також проходила стажування в організаціях, що реалізують програми із захисту прав людини (Лондонський центр із захисту індивідуальних прав у Європі, Ессекський університет, Канадський фонд із прав людини, Датський центр із прав людини тощо).

## Адвокатська діяльність
З 1 вересня 1977 року Каринна Москаленко — стажер (у адвоката Бориса Юхимовича Змойро). Потім — адвокат Московської міської колегії адвокатів (з 2002 р. — Адвокатської палати міста Москви). Спеціалізація — кримінальний процес, міжнародне публічне право (у тому числі міжнародний захист прав людини). Брала участь у телевізійних програмах «Суд іде» (на телеканалі Росія), «Слухається справа» (на телеканалі ТВЦ).
У 1990-ті роки Карина Москаленко вела складну справу п'ятьох льотчиків — жителів Латвії, росіян за національністю — які були звинувачені в участі у війні проти Індії. Льотчики були найняті комерційною структурою для перевезення вантажу, який виявився зброєю, призначеним для однієї зі збройних антиурядових груп. У результаті зброю було скинуто над джунглями, представники комерційної структури зникли, а льотчики опинилися у в'язниці. Причому їм загрожувала смертна кара. Карина Москаленко увійшла до складу міжнародного комітету гуманітарної допомоги, який надавав допомогу обвинуваченим у цій справі, представляла їх інтереси як адвокат. Влітку 2000 року, через 4,5 роки після арешту, льотчики були звільнені.

### Захист прав людини
У 1994 році заснувала й очолила Центр сприяння міжнародного захисту — громадську правозахисну організацію, що об'єднує професійних адвокатів, яка використовує міжнародні механізми захисту прав людини. У 1997 році в числі трьох російських правозахисників Каринна Москаленко була запрошена до Страсбурга на сесію Міжнародної комісії юристів (МКЮ). У 1999 році Центру сприяння міжнародного захисту було надано статус російського відділення МКЮ. З 2002 року Карина Москаленко — довгостроковий експерт програми ТАСІС Європейського союзу. А з 2003 р. — комісіонер Міжнародної комісії юристів.
У 2000 році Комітет з прав людини ООН ухвалив перше рішення по суті скарги про порушення прав людини, за яким задовольнялися вимоги заявника, представником інтересів якого був Центр сприяння міжнародного захисту.
У 2001 році Карина Москаленко стала першим російським адвокатом, який виступив у Європейському суді з прав людини в Страсбурзі на першому публічному слуханні справи громадянина Росії в цьому суді (справа «Калашников проти Росії»). У цій справі суд прийняв кілька важливих рішень — про те, що термін утримання за попереднього ув'язнення (4 роки) надмірний, що така тривалість розгляду кримінальної справи нерозумна, а умови утримання під вартою у слідчому ізоляторі нелюдські і принижують гідність людини. При цьому відсутність достатніх коштів для створення більш гідних умов не було визнано підставою для відхилення скарги.

Газета The Times 20 червня 2007 року так охарактеризувала діяльність Карини Москаленко: 

Вона завоювала відмінну репутацію своїми перемогами над російською державою в Європейському суді з прав людини у Страсбурзі. Разом зі своєю командою із Центру сприяння міжнародного захисту вона виграла 27 справ, і ще більше 100 заяв на даний час знаходяться на розгляді.

Каринна Москаленко — член Російського комітету адвокатів на захист прав людини (1993), Експертної ради при Уповноваженому з прав людини в Російській Федерації (1999), Московської Гельсінкської групи (1999). Вона удостоєна Почесного знака Уповноваженого з прав людини в Російській Федерації «За захист прав людини» (1999), вищої юридичної премії «Феміда-2000». Лауреат премії визнання Міжнародної Гельсінської федерації за 2006 рік (у нагородній грамоті сказано, що Карина Москаленко є одним з видатних адвокатів-правозахисників у світі, яка надала допомогу багатьом російським жертвам у боротьбі за їхні права в суді). Каринна Москаленко — автор ряду робіт, присвячених захисту прав людини з використанням міжнародних правових механізмів, у тому числі книги «Міжнародний захист» (2001).

### Справа Ходорковського
Каринна Москаленко — один з адвокатів Михайла Ходорковського, була запрошена для представництва його інтересів на міжнародному рівні, зокрема, у Європейському суді з прав людини. У заяві членів Московської Гельсінської групи від 9 червня 2007 року  наводяться факти переслідувань Каринни Москаленко, які здійснювалися державними органами в період роботи над цією справою: 

Зокрема, це і спроба позбавити К. Москаленко адвокатського статусу, що не увінчалася успіхом раніше, і клопотання перед Європейським судом з прав людини про відсторонення її від представництва інтересів заявників у Європейському суді, і податкові перевірки Центру сприяння міжнародного захисту з метою деморалізації його діяльності та створення загрози його закриття, які не завершені до цих пір… К. Москаленко неодноразово піддавалася критиці з боку російських властей і проурядово налаштованих структур, в зв'язку з тим, що її діяльність, спрямована на сприяння російським громадянам у звертанні до міжнародних інстанцій, що, нібито, підриває престиж Росії на міжнародній арені.

Вперше питання про відповідність Карини Москаленко її адвокатському статусу було порушено Генеральною прокуратурою 23 вересня 2005 року, коли адвокати Михайла Ходорковського були звинувачені у «вступі на змову з метою зриву процесу» (вони за погодженням зі своїм підзахисним не з'явилися до Московського міського суду на розгляд касації). Однак Міністерство юстиції Російської Федерації не знайшло порушень у діях Каринни Москаленко.
У 2007 році Генеральна прокуратура Російської Федерації ініціювала справу про позбавлення Каринни Москаленко адвокатського статусу, вважаючи, що адвокат порушує право на захист Ходорковського. 21 червня 2007 року рада Адвокатської палати міста Москви ухвалила рішення припинити дисциплінарне провадження по цій справі. Рішення ради носить остаточний характер.

## Нагороди
- 1999 — Премія уповноваженого з прав людини в РФ «За права людини»
- 2000 — Вища юридична Премія Феміда, Орден «За вірність адвокатській честі»
- 2006 — Почесна грамота Президії Московської міської колегії адвокатів
- 2006 — Премія визнання Міжнародної Гельсінської Федерації
- 2008 — Премія Бреннана, Університет Нью-Джерсі, США
- 2010 — Звання почесного доктора права університету Southern Methodist University (США, штат Техас. Даллас)
- 2010 — Міжнародна правозахисна премія імені Людовіка Трар'є.

## Спроба отруєння
У жовтні 2008 року в автомобілі К. Москаленко була виявлена ртуть після того, як вона поскаржилася на нездужання. Поліція Страсбурга, де стався інцидент, веде розслідування.
22 жовтня того ж року поліції вдалося виявити колишнього власника автомобіля, який засвідчив під присягою, що незадовго до продажу машини Каринні Москаленко випадково розбив в салоні ртутний барометр. За тиждень, що минув між повідомленням про ртуть в машині Москаленко, і повідомленням поліції про її походження, з версією про отруєння за наказом Путіна встигли відзначитися цілий ряд публіцистів та газет.

## Родина
Каринна Москаленко вірменка за національністю Народилася в родині військовослужбовця Акопа Степановича Дадаяна (1923—1991). Батько служив у ракетних військах, командував дивізією у Псковській області Росії, де його донька закінчила середню школу. Потім він працював у центральному апараті Міністерства оборони.
Мати — Ніна Олександрівна Багдасарова (1923—1998), лікар.
Чоловік — Князєв Євген Михайлович (1953 р. нар.).
Донька — Ільїна Вікторія Євгенівна (1975 р. нар.), юрист.
Син — Князєв Родіон Євгенович (1991 р. нар.), студент РДГУ, Донька — Князєва Анастасія Євгенівна (2005 р. нар.), учениця школи, Син — Князєв Григорій Євгенович (2006 р. нар.), учень школи.
Карина має онука та онучку.

## Захоплення театром
Протягом дев'яти років, поряд з роботою в адвокатурі, Каринна Москаленко виступала в театрі-студії «На Лісній», грала ролі у виставах за п'єсами «Дивна місіс Севідж» Дж. Патріка, «Дзвони» Р. Мамліна, «Точка зору» Василя Шукшина, у водевілі «До бар'єру, добродію мій» тощо. 